# أولريك ليوبولد وايدبرجر
أولريكه ليوبولد فيلدبورجر (بالألمانية: Ulrike Leopold-Wildburger)‏، ولدت عام 1949، هي اقتصادية رياضية نمساوية وعالمة رياضيات تطبيقية وباحثة عمليات. وهي أستاذة في جامعة غراتس، حيث تترأس قسم الإحصاء وبحوث العمليات، ورئيسة سابقة للجمعية النمساوية لأبحاث العمليات.

## التعليم والمسار المهني
درست ليوبولد وايدبرجر الرياضيات والفلسفة والمنطق في جامعة غراتس من عام 1967 إلى عام 1972، وحصلت على ماجستير في العلوم عام 1971 وماجستير في الفلسفة عام 1972، وأكملت درجة الدكتوراه في جامعة غراتس عام 1975، وحصلت على شهادة التأهل للأستاذية في بحوث العمليات والاقتصاد الرياضي هناك عام 1982.
انضمت إلى هيئة التدريس في جامعة غراتس كمحاضرة في الاقتصاد الرياضي عام 1972، وأصبحت أستاذًا مساعدًا في عام 1983. أصبحت أستاذة للرياضيات والمعلوماتية في جامعة كلاغنفورت عام 1986، وأستاذة أبحاث العمليات في جامعة زيورخ عام 1988، كما تولت مقعد أستاذة الاقتصاد الرياضي بجامعة مينيسوتا عام 1991 قبل أن تعود إلى غراتس في منصبها الحالي، أستاذةً للإحصاء وبحوث العمليات.
ترأست القسم من 1996 إلى 1998، وكانت عميدة الدراسات في كلية الاقتصاد والعلوم الاجتماعية من 2001 إلى 2004. عادت إلى منصبها كرئيسة للقسم في 2010. كانت رئيسة الجمعية النمساوية لأبحاث العمليات من 1993 إلى 1997.

## مؤلفاتها
بالإشتراك مع جيرالد هوير، شاركت ليوبولد-فيلدبورغر في تأليف كتاب «ألعاب سلفرمان المتوازنة في مجموعات منفصلة عامة» (1991) و«لعبة سلفرمان: فئة خاصة للألعاب التي تتكون من شخصين» (1995) والذي يتناول لعبة سلفرمان [الإنجليزية].
شاركت ليوبولد كلا من روبن بوب وجوهانس ليتنر في تأليف كتاب «المعرفة قبل مقاربة المخاطرة: نظرية ودلائل تجريبية» (بالإنجليزية: The Knowledge Ahead Approach to Risk: Theory and Experimental Evidence)‏. وكانت أيضاً مشاركة في تأليف مراجع باللغة الألمانية مثل «مقدمة في الرياضيات الاقتصادية» (بالألمانية: Einführung in die Wirtschaftsmathematik)‏ بالاشتراك مع يوخن هولسمان وفيرنر شتيندل، وأيضا المرجع «التأليف والإلقاء: كيفية تحضير وإلقاء بحث علمي» (بالألمانية: Verfassen und Vortragen: Wissenschaftliche Arbeiten und Vorträge leicht gemacht)‏ عام 2002، بالإشتراك مع يورغ شوتزه.

## جوائز تقديرية
مُنحت ليوبولد وسام صليب الشرف النمساوي للعلوم والفنون من الدرجة الأولى في عام 2010.و أصبحت عضوًا في اكاديمية اوروبيا في عام 2011.